# Doctor Prats
Doctor Prats és un grup de fusió musical de Terrassa i el Vallès creat l'any 2014.

## Història
El projecte va néixer a finals del 2014 amb la intenció de ser únicament un grup virtual; Alguns dels seus membres ja havien tocat junts a Kayo Malayo, i aquest mateix any van treure el seu primer disc Patates amb peix, que va suposar la seva aparició en la música. El dissabte 11 d'abril realitzen el seu primer concert a la sala Faktoria d'Arts de Terrassa amb diferents col·laboracions d'artistes locals.
L'abril de 2016, tot just un any després de treure el primer disc, en treuen un segon anomenat Aham Sigah. Presenten aquest nou treball a la sala Bikini i a partir d'aquí fan una gira que els porta per alguns dels escenaris més importants de Catalunya com el Clownia, l'Acampada Jove o les La Mercè de Barcelona.
Enceten el 2017 amb l'objectiu de continuar traspassant les fronteres amb la seva música i ho fan amb actuacions a França, Hongria i fins i tot al Japó. Tot i això, continuen amb la seva gira en territori català omplint en escenaris com el Canet Rock, l'Acampada Jove o el festival BioRitme, entre molts altres. El 4 d'octubre havien de tancar els dos anys de gira amb un concert a la sala Apolo de Barcelona, però la situació política amb els fets de l'1 d'octubre van propiciar que fos cancel·lat. Finalment, es va tancar la gira el 30 d'octubre a les fires de Sant Narcís, a Girona.
Després d'un període de descans, el grup anuncia el llançament de Venim de lluny, el tercer treball de la formació egarenca. Presenten el disc el 10 de maig a la sala BARTS de Barcelona i inicien una gira pels Països Catalans i l'estranger.
El seu videoclip de la cançó Caminem lluny és guanyador d'un premi Enderrock al millor videoclip, aquest tracta un dels temes més actuals i més greus, com és el Bullying.
El seu senzill Tu fas va ser la cançó en català més difosa a les principals radiofórmules de Catalunya de novembre 2018 fins a febrer 2019, segons les llistes oficials APECAT.

## Discografia

### Àlbums
- 2015: Patates amb peix (autoeditat)
- 2016: Aham Sigah (Música Global)[9][10]
- 2018: Venim de lluny (Música Global)[8]
- 2022: Pel Cantó Bo (Música Global)
- 2025: F5 (Música Global)[11]